# Ernst Hallberg
Ernst Hallberg   (Falkenberg, 5 de gener de 1894 - Klippan, 28 d'abril de 1944) va ser un genet i militar suec que va competir durant les dècades de 1920 i 1930.
El 1928 va prendre part en els Jocs Olímpics d'Amsterdam, on va disputar dues proves del programa d'hípica. Guanyà la medalla de bronze en la prova del concurs de salts d'obstacles per equips, mentre en el concurs de salts individual fou vint-i-cinquè. En ambdues proves muntà el cavall Loke.
Quatre anys més tard, als Jocs de Los Angeles, disputà quatre proves del programa d'hípica. Fou cinquè en les proves de concurs de salts individual i concurs complet individual, alhora que també participà en les competicions per equips de les mateixes proves. En les proves de salts competí amb el cavall Kornett i en les del concurs complet amb Marokan.